# Víctor Noriega
Víctor Noriega  (Mexikóváros, Mexikó, 1972. május 10. –) mexikói színész, énekes és modell.

## Élete és pályafutása
1972. május 10-én született Mexikóvárosban. Első szerepét 1998-ban kapta. 1999-ben a Rosalinda című sorozatban szerepelt. 2003-ban a Venevisión Internationalhoz szerződött, ahol az Ángel rebelde című telenovellában kapott szerepet. 2009-ben szerepet kapott az Hasta que el dinero nos separe című sorozatban.
Homoszexualitását már nyíltan felvállalja, és hogy együtt él a nála 16 évvel fiatalabb Guillermo Ruesga (1988–) mexikói színésszel.

## Filmográfia

### Telenovellák
- Yo no creo en los hombres (2014)
- Libre para amarte (2013) ... Peter Ornelas
- Por siempre mi amor (2013) ... Fabricio de la Riva Oropeza
- Que bonito amor (2012) .... Michael Johnson
- Dos hogares (2011) .... Darío Colmenares
- Hasta que el dinero nos separe (2009-2010) .... Marco Valenzuela
- Árva angyal (Cuidado con el ángel) (2008-2009) .... Daniel Velarde
- Palabra de mujer (2007-2008) .... Emmanuel San Román
- Peregrina (2005-2006) .... Eugenio
- El amor no tiene precio (2005) .... Sebastián Monte y Valle
- Corazones al límite (2004) .... Roy
- Ángel rebelde (2004) .... Raúl Hernández
- Bajo la misma piel (2003) .... Gabriel Ornelas
- Niña amada mía (2003) .... Servando Uriarte
- La otra (2002) .... Bernarda szeretője
- Entre el amor y el odio (2002) .... Paulo Sacristan
- A betolakodó (La intrusa) (2001) .... Eduardo del Bosque Iturbide
- Por un beso (2000-2001) .... Daniel Diaz de Leon
- Mujeres engañadas (1999-2000) .... Pablo Renteria
- Rosalinda (1999) .... Alex Dorantes
- Camila (1998) .... Dr. Robin Wicks
- Rencor apasionado (1998) .... Gilberto Monteverde